# 3C样蛋白酶
3C样蛋白酶（3CLpro，英语：3C-like protease）或称主蛋白酶（Mpro），前称C30内肽酶或3-糜蛋白酶样蛋白酶，是在冠状病毒中发现的主要蛋白酶。它在11个保守位点切割冠状病毒多聚蛋白。它是一种半胱氨酸蛋白酶，也是蛋白酶PA家族的成员。它在其活性位点具有半胱氨酸-组氨酸催化二联体，并切Gln-（Ser/Ala/Gly）肽键。
酶学委员会将这个家族称为SARS冠状病毒主蛋白酶（Mpro; EC 3.4.22.69）。3C样蛋白酶对应了冠状病毒非结构蛋白5（nsp5）。通用名称中的“3C”是指3C蛋白酶（3Cpro），它是一种存在于微小核糖核酸病毒中的同源蛋白酶。

## 功能
3C样蛋白酶能够催化裂解P1位谷氨酰胺和P1'位小氨基酸（丝氨酸、丙氨酸或甘氨酸）之间的肽键。例如，SARS 冠状病毒 3CLpro可以自我切割以下肽：
TSAVLQ-SGFRK-NH2和SGVTFQ-GKFKK是对应于SARS 3C样蛋白酶的两个自切割位点的两个肽
蛋白酶在冠状病毒复制酶多蛋白的加工中很重要（UniProt P0C6U8）。它是冠状病毒中的主要蛋白酶，对应于非结构蛋白5 （nsp5）。它在11个保守位点切割冠状病毒多蛋白。 3C样蛋白酶在其活性位点具有半胱氨酸-组氨酸催化二联体。半胱氨酸的硫作为亲核试剂，组氨酸的咪唑环作为一般碱基。
| 位置 | 基材偏好           |
| ---- | ------------------ |
| P5   | 无强烈的偏好       |
| P4   | 小的疏水残基       |
| P3   | 带正电荷的残基     |
| P2   | 高疏水性和无β-支链 |
| P1   | 谷氨酰胺           |
| P1'  | 少量残留物         |
| P2'  | 少量残留物         |
| P3'  | 无强烈的偏好       |

## 命名法
EC提供的替代名称包括3CLpro、3C样蛋白酶、冠状病毒3C样蛋白酶、Mpro、SARS 3C样蛋白酶、SARS冠状病毒3CL蛋白酶、SARS冠状病毒主肽酶、SARS冠状病毒主蛋白酶、SARS-CoV 3CLpro酶、SARS-CoV主蛋白酶、SARS-CoV Mpro和严重急性呼吸综合征冠状病毒主蛋白酶。

## 作为治疗靶点

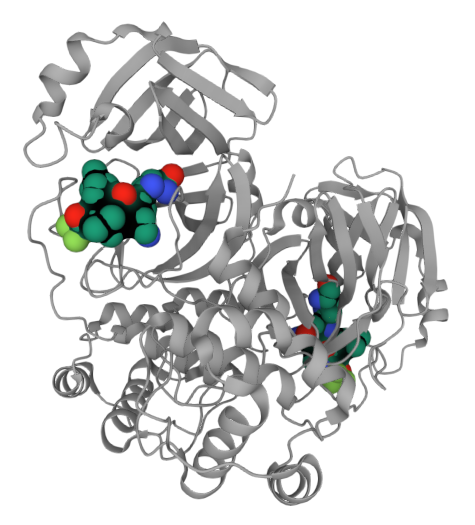
奈玛特韦与3CL结合

奈玛特韦是辉瑞公司在II/III期临床试验中开发的一种3CLpro抑制剂，作为与利托那韦的组合药物。

3C蛋白酶是冠状病毒感染的潜在药物靶标，因为它在处理从病毒RNA翻译的多聚蛋白中起重要作用。未配位的3C蛋白酶及其与α-酮酰胺抑制剂的复合物的X射线结构为设计用于治疗2型新冠病毒感染的α-酮酰胺抑制剂提供了基础。
许多针对3CLpro和同源3Cpro的蛋白酶抑制剂正在开发中，包括3CLpro-1、GC376、芦平曲韦、卢夫特韦、奈玛特韦和AG7404。静脉注射前体药物lufotrelvir于2020年9月进入临床试验。口服活性的后续药物奈玛特韦作为与利托那韦的组合药物处于 II/III 期临床试验中，并于2021年11月公布了结果，包括在COVID-19症状发作后的三天内给予药物治疗可以减少89%的住院率。一项包含2.35亿个分子的超大型虚拟筛选活动能够识别出一种针对几种冠状病毒主要蛋白酶的新型广谱抑制剂。
2022年5月25日，英科智能通过人工智能来探索使用3C样蛋白酶抑制剂治疗COVID-19。临床前候选药物具有由人工智能设计的专门结构，被提名用于靶向3C样蛋白酶。它充当抑制剂并与2型新冠病毒和MERS病毒的3C样蛋白酶结合，使其失效并抑制病毒复制。临床前候选药物用于通过防止冠状病毒复制来治疗已经感染的人。

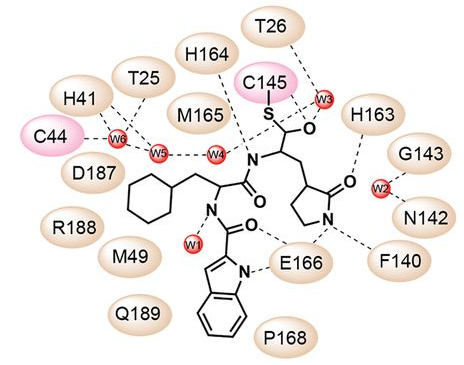
上述配体结合图显示氨基酸残基与共价结合的拟肽蛋白酶抑制剂的接触。红色的小球是水分子。

## 其它3C（样）蛋白酶
3C样蛋白酶广泛存在于(+)ssRNA病毒中。它们都是半胱氨酸蛋白酶，具有糜蛋白酶样折叠（PA族），使用催化二联体或三联体。它们在底物特异性和抑制剂有效性方面有一些普遍的相似之处。它们按序列相似性分为亚家族，对应于它们所在的病毒家族：
- 微小核糖核酸病毒科具有3C蛋白酶 (EC 3.4.22.28; IPR000199; MEROPS C03)。这是最早研究的科。其他例子包括在脊髓灰质炎病毒和鼻病毒（两者都是肠道病毒属的成员）。
- 杯状病毒科有一个3C样蛋白酶（IPR001665; MEROPS C37），比如诺如病毒。

- 其他成员来自马铃薯Y病毒科和非冠状病毒科的网巢病毒目。[28]